# 朴健雨 (外交官)
朴 健雨（パク・コヌ、朝鮮語: 박건우、1937年8月6日 - 2008年11月17日）は、大韓民国の外交官。

## 生涯
大田府にて誕生。大田高等学校とソウル大学校を卒業。
外務部に入り、駐国連代表部三等書記官（1965年-1969年）、外務部総務課長（1972年）、駐米大使館参事官（1973年）、駐ナイジェリア公使（1981年）、外務部米州局局長（1982年）、駐コロンビア大使（1982年）、外務部儀典長（1988年-1991年）、駐カナダ大使（1991年-1994年）、外務部本部大使（1991年-1994年）、外務部次官（1994年-1995年）、駐米大使（1995年-1998年）、外交通商部本部大使（1998年-1999年）、四者協議（米中朝韓）担当大使（1998年-1999年）を歴任した。
2000年からは、慶熙大学校NGO大学院教授（2000年-2001年）、慶熙大学校NGO大学院院長（2000年-2001年）、慶熙大学校アジア太平洋国際大学院院長（2001年-2003年）、慶熙サイバー大学校（2003年-2008年）を務めた。